# 박정근 (정치인)
박정근(朴定根, 1899년 ~ 1980년)은 대한민국의 정치인이다. 제2대, 제3대 민의원의원을 역임하였다.
제헌 국회의원 선거 당시 서울 중구 선거구에 무소속으로 출마했으나 낙선했다. 제2대 국회의원 선거에서 전주시에 출마했으며 15.83%의 득표율로 당선되었다. 당선 이후 자유당에 입당했다. 제3대 국회의원 선거를 앞두고 자유당 소속으로 전주시에 공인 후보로 지명되었으나 완주군 갑에 출마하게 됨에 따라 당에서 제명처분되었다. 제3대 국회의원 선거에서는 2위로 낙선했다. 하지만 같은 해 치러진 진안군 보궐선거에 출마해 당선되면서 재선 국회의원이 되었다.

## 학력
- 도쿄제국대학 농학부 졸업

## 약력
- 전주신흥학교 교감
- 금강전구 사장
- 전주부 읍장
- 농림위원장
- 자유당 전주시당 위원장

## 역대 선거 결과
|  | 13.13% |

|  | 15.83% |

|  | 24.65% |

|  | 0% |

|  | 32.84% |

|  | 6.55% |